# Веселий (Новокузнецький район)
Весе́лий (рос. Весёлый) — селище у складі Новокузнецького району Кемеровської області, Росія. Входить до складу Красулинського сільського поселення.

## Населення
Населення — 76 осіб (2010; 102 у 2002).
Національний склад (станом на 2002 рік):
- росіяни — 94 %